# Club Esportiu Universitari
El Club Esportiu Universitari, también conocido como CEU, es un club polideportivo de la ciudad de Barcelona, destacando en la práctica del atletismo y el rugby.

## Historia
Desde los primeros tiempos de la aparición del deporte en Barcelona encontramos referencias de equipos universitarios compitiendo en las diferentes disciplinas deportivas, con nombres como Universidad de Barcelona, Club Universitario o con el nombre de diversas Facultades. Especialmente exitosos fueron el Universitary SC, que compitió en fútbol a principios de siglo XX y el Barcelona Universitario Club, fundado en 1929. El actual club fue fundado en 1952, como club de atletismo, promovido por Josep Barrachina.  Inicialmente entrenaba en Montjuïc y, hasta que en la temporada 1957-58 recibió el apoyo de la Universidad de Barcelona (UB), empezando a entrenar en las pistas universitarias. En 1960 se incorporaron los atletas del disuelto Club Atletismo Stadium y en 1962 se formó la sección femenina con las atletas procedentes del Club Esportiu Hispano Francès. Por la entidad han pasado atletas olímpicos como Antonio Corgos, Carlos Sala, Teresa Rioné o José Manuel Abascal.
La sección de rugby se fundó en 1960.  Durante los años setenta jugó en la división de Honor.  En 2001 se fusionó con el CR Bonanova (fundado en 1969). 
La sección de balonmano fue fundada en 1957 y durante la década de 1970 jugó en primera división estatal.  La sección de remo fue creada en 1992, bajo el nombre Barcelona Club de Remo, que tiene como base el Canal Olímpico de Cataluña, en Castelldefels . 
El 1985 es fundado el Club Bàsquet Femení Barcelona, que hereda la plantilla del desaparecido Club Bàsquet L'Hospitalet. En la temporada 1987-88 apareció el Club Bàsquet Femení Universitari de Barcelona, como una sección del CEU, y más tarde fue patrocinado por el FC Barcelona, compitiendo como UB Barça.

Actualmente (2021), las secciones activas son las de rugby (CEU Rugby Barcelona) y de atletismo.
|  |  |

## Palmarés
Atletismo: aire libre
| Competición                                    | Campeón          |
| ---------------------------------------------- | ---------------- |
| Absoluto, categoría masculina (1944-2012)      | -                |
| Absoluto, categoría femenina (1965-2012)       | 1965, 1969, 1971 |
| Absoluto, categoría conjunta (2013-2022)       | -                |
| Sub-20/Júnior, categoría masculina (1992-2022) | -                |
| Sub-20/Júnior, categoría femenina (1992-2022)  | -                |
| Sub-16/Cadete, categoría masculina (1986-2022) | -                |
| Sub-16/Cadete, categoría femenina (1986-2022)  | -                |